# Walther Hellige
Walther Hellige (* 22. März 1910 in Straßburg; † 23. März 1984 in Göttingen) war ein deutscher Politiker (FDP, CDU).

## Leben und Beruf
Nach dem Abitur am humanistischen Gymnasium studierte Walther Hellige orientalische Sprachen, Geschichte und Theologie an den Universitäten in Halle, Leipzig und Berlin. Während seines Studiums wurde er 1928 in Halle Mitglied der Burschenschaft der Pflüger. Er arbeitete von 1931 bis 1933 als Assistent beim ehemaligen preußischen Kultusminister Carl Heinrich Becker und war von 1933 bis 1945 als wissenschaftlicher Hilfsarbeiter am Münzkabinett den Staatlichen Museen in Berlin im Bereich der islamischen Numismatik tätig, de facto aber seit 1939 nicht mehr am Kabinett tätig. Er wurde 1936 promoviert. 1935/36 leistete er zunächst Wehrdienst bei der Wehrmacht und von 1939 bis 1945 nahm er als Soldat am Zweiten Weltkrieg teil, zuletzt als Hauptmann der Reserve.
Nach dem Kriegsende siedelte Hellige nach Niedersachsen über. Er war seit 1952 Leiter des Fremdenverkehrsamtes und wurde 1954 Direktor des Städtischen Museums im Göttingen.

## Partei
Hellige trat zum 1. Mai 1937 der NSDAP bei (Mitgliedsnummer 4.359.139), dann 1949 der FDP und war seit 1957 Vorsitzender des FDP-Kreisverbandes Göttingen. Er wurde 1958 in den Landesvorstand der FDP Niedersachsen gewählt und war dort Vorsitzender des kulturpolitischen Ausschusses. Nach seinem Wechsel zur Unionsfraktion wurde er 1967 aus der FDP ausgeschlossen und trat anschließend zur CDU über.

## Abgeordneter
Hellige wurde bei der Bundestagswahl 1961 über die Landesliste Niedersachsen für die FDP in den Deutschen Bundestag gewählt, dem er zunächst bis 1969 angehörte. Er verließ am 13. Oktober 1967 die FDP-Bundestagsfraktion und wurde am 24. Oktober 1967 in die CDU/CSU-Bundestagsfraktion aufgenommen. Vom 19. April 1971, als er für den verstorbenen Abgeordneten Alfred Hein nachrückte, bis 1972 war er erneut Mitglied des Bundestages. Von 1965 bis 1967 war er stellvertretender Vorsitzender des Bundestagsausschusses für Entwicklungshilfe. Außerdem war er seit 1963 Mitglied der Beratenden Versammlung des Europarates und der Versammlung der Westeuropäischen Union (WEU).

## Ehrungen
- 1968: Verdienstkreuz 1. Klasse der Bundesrepublik Deutschland
- 1973: Großes Verdienstkreuz der Bundesrepublik Deutschland[5]

## Publikationen
- Die Regentschaft Al-Muwaffaqs. Ein Wendepunkt in der 'Abbâsidengeschichte. (= Neue deutsche Forschungen. Abteilung Orientalische Philologie und Kulturgeschichte Band 1). Junker & Dünnhaupt, Berlin 1936 (Dissertation).